# 塔拉韦拉-德拉雷纳
塔拉韦拉-德拉雷纳（西班牙語：Talavera de la Reina），是西班牙卡斯蒂利亚-拉曼恰托莱多省的一个市镇。总面积186平方公里，2001年总人口75,369人，人口密度405人/平方公里。2009年人口88,856人。
塔霍河流經當地，把市鎮分成南北兩部分。

## 友好城市
- 法國 布龙